# Zdzisław Spieralski
Zdzisław Grzegorz Spieralski (ur. 9 maja 1927 w Łodzi, zm. 26 lutego 1983) – dziennikarz, redaktor i historyk wojskowy. Studiował historię na Uniwersytecie Łódzkim. Doktorat w 1963 na UW. Od 1949 roku pracował jako dziennikarz, od 1972 pracownik naukowy w Instytucie Historii PAN. Zajmował się historią wojskowości polskiej XV-XVII wieku.

## Wybrane publikacje
- Awantury mołdawskie, Wiedza Powszechna, Warszawa 1967.
- Bitwa pod Koronowem 10 X 1410, Bydgoszcz 1961.
- Jan Tarnowski 1488-1561, Wydawnictwo MON, Warszawa 1977.
- Jan Zamoyski, Warszawa: Wiedza Powszechna 1989.
- Kampania obertyńska 1531 roku, Wydawnictwo MON 1962.
- Stefan Czarniecki Pogromca Szwedów, Wydawnictwo MON 1953 (współautor: Zbigniew Kuchowicz).
- Stefan Czarniecki 1604-1665, Warszawa: Wydawnictwo MON 1974.
- W walce z najazdem szwedzkim 1655-1660, Warszawa: Wydawnictwo MON 1956 (współautor: Zbigniew Kuchowicz oraz Marian Krwawicz).
- Wypisy źródłowe do historii polskiej sztuki wojennej: Polska sztuka wojenna w latach 1563-1647, oprac. Z. Spieralski, Jan Wimmer.
- Zarys dziejów wojskowości polskiej do roku 1864. Tom I - do roku 1648, Wydawnictwo MON (jeden ze współautorów).
- Zarys dziejów wojskowości polskiej do roku 1864. Tom II - od roku 1648 do 1864, Wydawnictwo MON (jeden ze współautorów).
- 500 zagadek o dawnym wojsku polskim, Warszawa: Wiedza Powszechna, 1977.